# ألبرت إدوارد مون
ألبرت إدوارد مون هو سياسي كندي، ولد في 30 يناير 1865 في Trafalgar Township ‏ في كندا، وتوفي في 22 فبراير 1946. نشط حزبياً في الحزب الليبرالي الكندي. وقد انتخب عضو مجلس العموم الكندي.